# ネイケルク
ネイケルク（オランダ語: Nijkerk [ˈnɛi̯kɛr(ə)k] ( 音声ファイル)）は、オランダ中部のヘルダーラント州にある基礎自治体（ヘメーンテ）であり、都市である。

## 市町村
- アハテルフーク (Achterhoek)
- アッペル (Appel)
- デ・フェーンホイス (De Veenhuis)
- ドールンステーフ (Doornsteeg)
- ドリードルプ (Driedorp)
- フーフェラケーン (Hoevelaken)
- ホルク (Holk)
- ホルケルフェーン (Holkerveen)
- クロイスハール (Kruishaar)
- ネッケフェルト (Nekkeveld)
- ネイケルケルフェーン (Nijkerkerveen)
- プリンセンカンプ (Prinsenkamp)
- スリハテンホルスト (Slichtenhorst)
- ト・ヴァウト ('t Woud)
- ヴュレンホーフェ (Wullenhove)

このほかフロート・コルラエル (Groot Corlaer) という集落があるが、行政上はネイケルク市の一部である。

## 交通
ユトレヒト中央とズヴォレとをつなぐ鉄道路線が通り、ネイケルク駅が置かれている。

## ネイケルク市

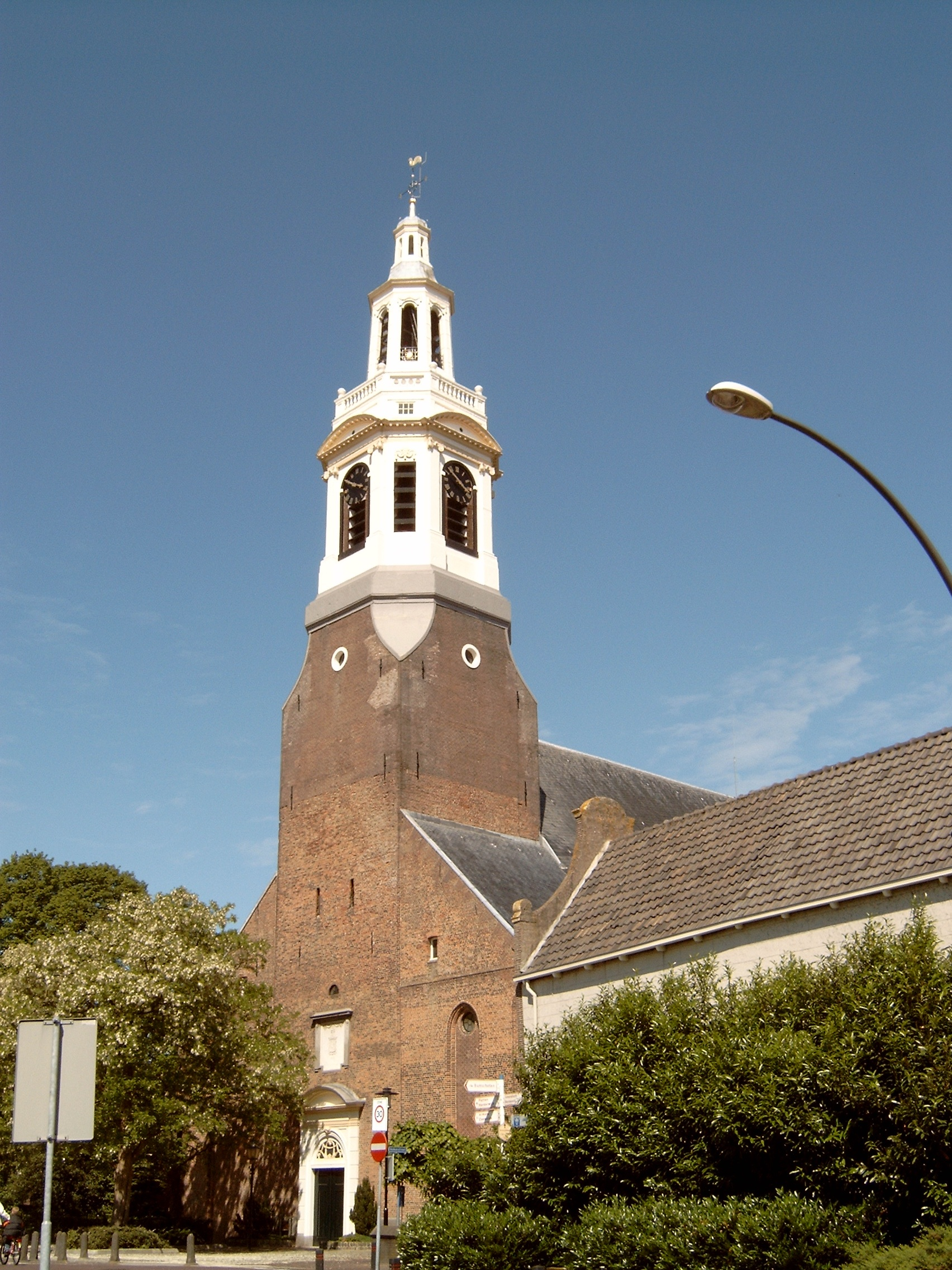
ネイケルクのフローテ・ケルク（大教会）

地名はオランダ語で「新しい教会」を意味するニェヴェ・ケルク (Nieuwe Kerk) に由来する。教会は礼拝堂が焼失した1221年に建てられた。ヘルレ（ゲルデルン）公爵領とユトレヒト司教領との中間という戦略的重要性から戦争のたびに荒らされた。1412年には完全に破壊されたが復興を遂げ、翌年に都市権を得ている。1421年には「新しい教会」も焼失したが再建された。その後も何度か焼かれており、現在の教会は18世紀に建造されたもので、教会のオルガンは1756年につくられたものである。
商業の街として栄えた18世紀には、アレント・ファン・キュルレルやキリアエン・ファン・レンセラエールなどの市民が新世界へ向かい、都市を建設した。
アイセル湖に面し、A1とA28の2つの主要な高速道が交差する立地から第二次世界大戦後は急速に経済発展を遂げた。ランドスタットの多くの労働者が閑静なネイケルクに移ってきたことや、フェリューヴェと呼ばれる森林地域に近いこともこの発展を促した。

## 行政
ネイケルク自治体は2000年にフーフェラケーン自治体と合併し、新生ネイケルク自治体が生まれた。市議会の定数は25で、2010年4月時点の会派別勢力は以下の通りである。
| 会派名                             | 議席数 |
| ---------------------------------- | ------ |
| キリスト教民主アピール             | 8      |
| キリスト教連合および政治家改革派党 | 5      |
| 自由民主国民党                     | 3      |
| プロフレッシーフ21                 | 4      |
| ロカール・ベランフ                 | 4      |
| PPP                                | 1      |

プロフレッシーフ21は民主66、フルンリンクスおよび労働党系の地域政党である。ロカール・ベランフとPPPも地域政党だが、全国政党とのつながりはない。

## 気候
| ネイケルクの気候       | ネイケルクの気候 | ネイケルクの気候 | ネイケルクの気候 | ネイケルクの気候 | ネイケルクの気候 | ネイケルクの気候 | ネイケルクの気候 | ネイケルクの気候 | ネイケルクの気候 | ネイケルクの気候 | ネイケルクの気候 | ネイケルクの気候 | ネイケルクの気候 |
| 月                     | 1月              | 2月              | 3月              | 4月              | 5月              | 6月              | 7月              | 8月              | 9月              | 10月             | 11月             | 12月             | 年               |
| ---------------------- | ---------------- | ---------------- | ---------------- | ---------------- | ---------------- | ---------------- | ---------------- | ---------------- | ---------------- | ---------------- | ---------------- | ---------------- | ---------------- |
| 平均最高気温 °C （°F） | 5 (41)           | 5 (41)           | 8 (46)           | 12 (54)          | 17 (63)          | 19 (66)          | 21 (70)          | 21 (70)          | 18 (64)          | 13 (55)          | 8 (46)           | 6 (43)           | 12.8 (54.9)      |
| 平均最低気温 °C （°F） | 0 (32)           | 0 (32)           | 1 (34)           | 2 (36)           | 7 (45)           | 10 (50)          | 12 (54)          | 12 (54)          | 9 (48)           | 6 (43)           | 3 (37)           | 1 (34)           | 5.3 (41.6)       |
| 降水量 mm （inch）     | 70 (2.76)        | 45 (1.77)        | 65 (2.56)        | 45 (1.77)        | 60 (2.36)        | 70 (2.76)        | 65 (2.56)        | 60 (2.36)        | 65 (2.56)        | 75 (2.95)        | 80 (3.15)        | 85 (3.35)        | 785 (30.91)      |
| 平均月間日照時間       | 52               | 83               | 114              | 160              | 205              | 188              | 197              | 193              | 132              | 105              | 58               | 41               | 1,528            |
| 出典：                 |                  |                  |                  |                  |                  |                  |                  |                  |                  |                  |                  |                  |                  |

## 出身有名人
- ベルナルデュス・ヨハネス・アルフリンク(Bernardus Alfrink)（1900年 - 1987年） ローマ・カトリック枢機卿
- アレント・ファン・キュルレル(Arent van Corlaer)（1620年 - 1667年） ニューヨーク州スケネクタディの建設者
- ヨハン・エイクマン（1851年 - 1915年） クリスティアーン・エイクマンの兄で「お雇い外国人」として日本薬局方の編纂にあたるなど日本の薬学発展に貢献した
- クリスティアーン・エイクマン（1858年 - 1930年） ノーベル賞受賞者
- ヘンリー・ナウヴェン(Henri Nouwen)（1932年 - 1996年） 司祭、作家
- キリアエン・ファン・レンセラエール(Kiliaen van Rensselaer)（1596年以前 - 1642年以降） 商人、ハドソン川沿いの大地主

## 姉妹都市
- スケネクタディ（アメリカ合衆国、ニューヨーク州）